# Бронзовый солдат — фон и содержание споров вокруг памятника в Эстонии
Бронзовый солдат — фон и содержание споров вокруг памятника в Эстонии (фин. Pronssisoturi – Viron patsaskiistan tausta ja sisältö) — книга финского учёного и общественного деятеля Йохана Бекмана, в которой подвергнуты резкой критике действия эстонских властей из-за переноса Бронзового солдата.
Книга посвящена Эстонии времён Второй мировой войны, центральной темой является Холокост в Эстонии. Однако автор не ограничивается историческими событиями и критикует современную эстонскую политику.
В интервью, посвящённому книге, Йохан Бекман сказал, что он «не считает Эстонию государством. И она не может потерять независимость, потому что независимости у неё нет».

## Критика
22 сентября 2008 презентация книги на Таллинском кладбище в Эстонии вызвала возмущение некоторых финских и эстонских политиков, ученых и деятелей культуры. Эстонский общественный деятель Евгений Криштафович заявил, что «претензии к Бекману заключаются в отрицании с его стороны оккупации Эстонии Советским Союзом и попытках переписать историю».
Ряд финских и эстонских политиков, учёных, журналистов и культурных деятелей написали открытое письмо ректору Хельсинкского университета Томасу Виллельмсону, канцлеру Илькке Нийнилуото и декану юридического факультета Юхе Кекконену следующего содержания: 

1. Действительно ли Хельсинкский университет считает возможным, чтобы предметы, связанные с политикой и правом Эстонии и России, преподавал человек, который распространяет враждебную пропаганду об истории Эстонии и положении дел в современности?
2. Требует ли университет от своих преподавателей признания общепринятых исторических фактов?
3. Собирается ли университет сформировать свою позицию в отношении заявления доцента Бэкмана?

Йохан Бэкман ответил на письмо следующим образом: 

«Я считаю письмо, составленное Ийви Анной Массо и Имби Паю, а также подписанное многими эстонцами и финнами — уголовным преступлением, которое Пенитенциарный Кодекс Финляндии определяет, как гнусную клевету. (…) Я связался с полицией и требую наказания по вышеуказанной статье для Массо, Паю и других, кто подписал это письмо»
Хельсинкский университет заявил, что Йохан Бекман не представляет позицию университета по истории Эстонии, выступая перед общественностью как частное лицо.